# 重庆“三三一”惨案纪念碑暨烈士墓、铜像
重庆“三三一”惨案纪念碑暨烈士墓、铜像位於重慶市，是1927年三·三一惨案死难者的墓葬，包括群葬墓地（位于江北区五里店街道）、李远蓉墓（位于巴南区南泉街道南泉路31―34号）、漆南薰墓（位于江津区李市镇五斗村）、冉均墓（位于江津区双福街道）、陈达三墓（位于铜梁区南城街道岳阳社区）、“三三一”惨案纪念碑（位于渝中区金汤街鼓楼巷与通远门城墙交界处）、杨闇公铜像（位于渝中区佛图关公园）。
1987年1月23日列為重慶市第二批市級文物保護單位初定名單。1992年3月19日列為重慶市第二批市級文物保護單位（含市中區七星崗「3．31」慘案紀念碑、佛圖關楊闇公烈士銅像、五里店「3．31」殉難志士紀念碑）。2000年9月7日列為第一批重慶市文物保護單位。2022年7月29日，“三三一”惨案纪念碑、杨闇公铜像并入。